# How Men Are
How Men Are es el tercer álbum de estudio de Heaven 17, precedió a su exitoso The Luxury Gap. Fue lanzado en septiembre de 1984. El álbum alcanzó el puesto número 12 en el Reino Unido y fue certificado Plata (60.000 copias vendidas) por el BPI en octubre de 1984.
Se lanzaron tres sencillos de este álbum: "Sunset Now" (Reino Unido n.º 24), "This Is Mine" (Reino Unido n.º 23) en 1984 y un remix editado de "...(And That's No Lie)" (Reino Unido n.º 52) a principios de 1985, que fue el primer sencillo de Heaven 17 que no logró alcanzar el Top 40 del Reino Unido desde "Let Me Go" a finales de 1982.

## Estilos
- Synth-pop
- New Wave
- New Romantic

## Lista de temas
1. Five Minutes to Midnight
2. Sunset Now
3. This Is Mine
4. The Fuse
5. Shame Is on the Rocks
6. The Skin I'm In
7. Flamedown
8. Reputation
9. And That's No Lie

- Datos: Q5233472